# Puccheiná
Puccheiná es una localidad ubicada en el municipio de Tecoh del estado mexicano de Yucatán. Tiene una altitud promedio de 12 m s. n. m. y se localiza al sur de la ciudad capital del estado, la ciudad de Mérida.

## Toponimia
El nombre (Pucheiná) proviene del idioma maya.

## Hechos históricos
- En 1921 cambia su nombre de Poxcheiná a Poccheiná.
- En 1995 cambia a Puccheiná.

## Demografía
Según el censo de 2005 realizado por el INEGI, la población de la localidad era de 0 habitantes.
| 78                          | ? | 45 | 8 | 16 | 3 | 0 | 0 | 0 | 0 | 0 | 0 | 0 |
| (Fuente: INEGI [Consultar]) |   |    |   |    |   |   |   |   |   |   |   |   |